# Xã Monroe, Quận Sevier, Arkansas
Xã Monroe (tiếng Anh: Monroe Township) là một xã thuộc quận Sevier, tiểu bang Arkansas, Hoa Kỳ. Năm 2010, dân số của xã này là 1.275 người.